# Királynévíz

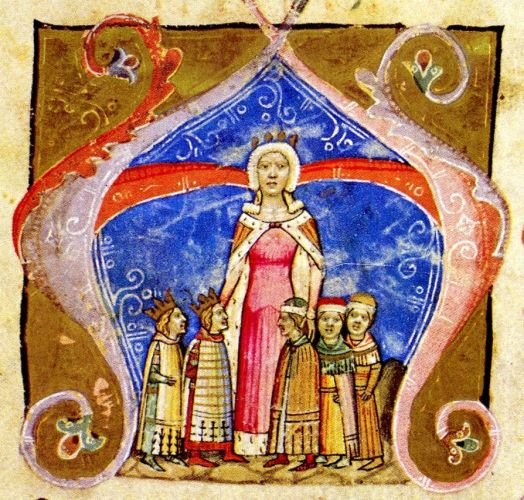
Piast Erzsébet magyar királyné (1305-1380)

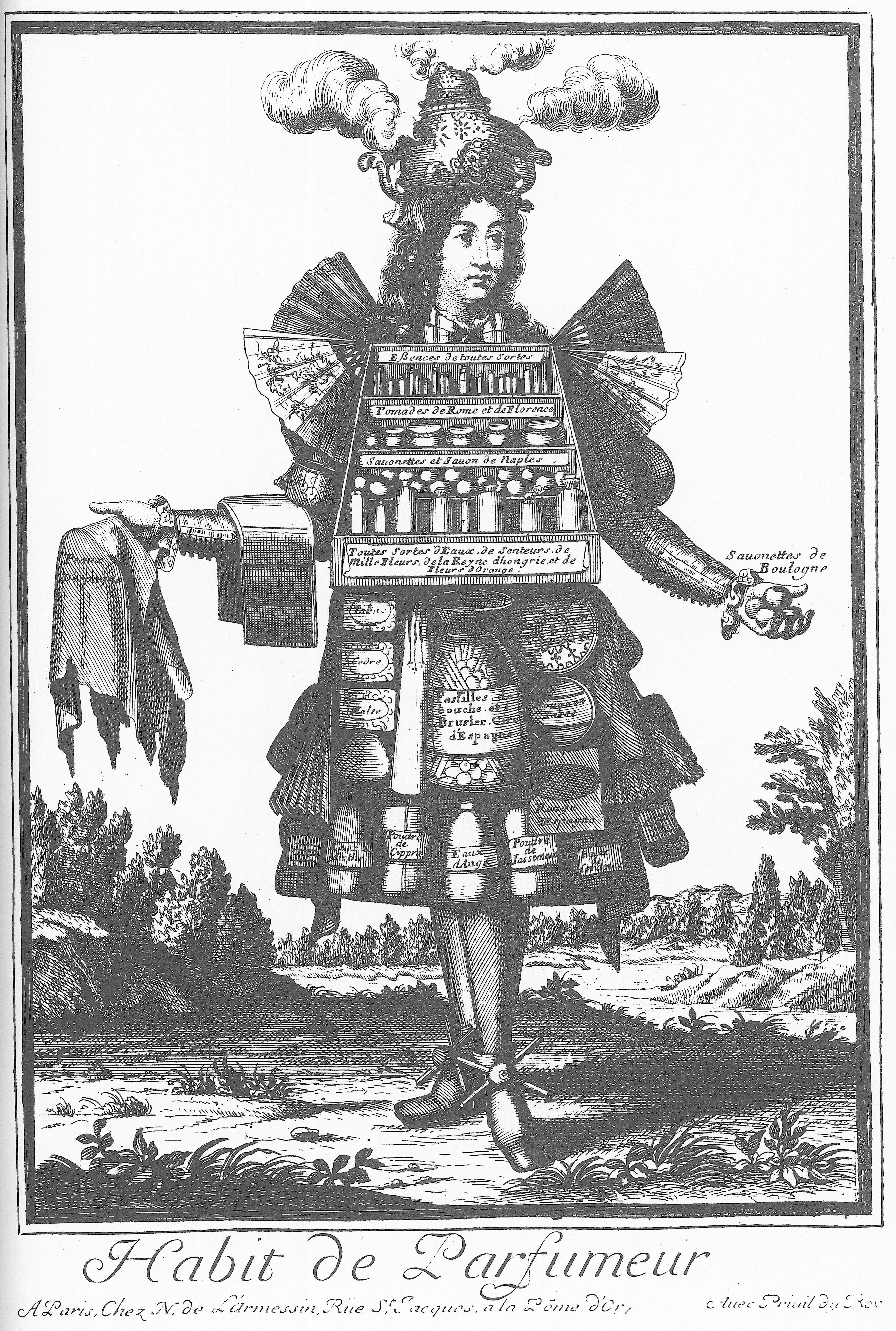
Az illatszerész, a ládikón felirat, amin olvasható az eau de la Reine de Hongrie neve (1695)

A királynévíz vagy magyar víz (franciául: eau de Hongrie vagy eau de la Reine de Hongrie) volt az egyike az első európai alkohol bázisú parfümöknek , amely orvosság is volt. Megjelenése a 14. század végéhez köthető. A legenda szerint a parfüm Erzsébet magyar királyné parancsára készült el. A recept dokumentálása a 17. század közepére tehető, így az összetevők és azok aránya az évszázadok alatt elhomályosodott. A kérdéses királyné Piast Erzsébet (1305-1380) lehetett, bár a legenda egyes elemei nem illenek bele az ő életútjába. Az valószínűtlen, hogy a magyar Szent Erzsébet (1207-1231) volt, mert korábban élt, mint azt a legenda mondja, továbbá ő nem is volt igazi királyné.
A parfüm első előállításának pontos dátuma az idők folyamán elhalványult ugyanúgy, ahogy az is, hogy ki volt az első, aki elkészítette. A legősibb recept szerint úgy készült, hogy friss rozmaringot (és valószínűleg kakukkfüvet) erős szesszel (borpárlattal) desztilláltak. Későbbi változatokba már levendula, menta, zsálya, majoránna, kosztusz, narancsolaj és citrom is került.
A legenda szerint a királynévíz hivatalosan először az akkori Magyarországon kívül 1370 környékén jelent meg, amikor V. Károly francia király vásárolt magának belőle.
A királynévíz évszázadokon át ismert volt egész Európa területén egészen a 18. századig, a kölnivíz megjelenéséig. A királynévíz – más növényi olajokhoz hasonlóan – nem csak illatosításra volt alkalmas, hanem a gyógyászatban mint orvosságot is használták. Az akkori orvosi receptek mind szájon át, mind külsőleg történő alkalmazását (mosakodás) javasolták.
Az első értékes leírás Nicholas Culpeper gyógyszerészkönyve (1683) nyomán maradt az utókorra.
A királynévíz a Csipkerózsika 1697-es kiadású, Charles Perrault-féle változatában is feltűnik, amikor a királylányt királynévízzel próbálják felébreszteni sikertelenül.

## Fordítás
Ez a szócikk részben vagy egészben  a   Hungary Water című angol Wikipédia-szócikk fordításán alapul.  Az eredeti cikk szerkesztőit annak laptörténete sorolja fel. Ez a jelzés csupán a megfogalmazás eredetét és a szerzői jogokat jelzi, nem szolgál a cikkben szereplő információk forrásmegjelöléseként.